# Jan Tarasin
Jan Tarasin, född 11 september 1926 i Kalisz, död 8 augusti 2009 i Warszawa, var en polsk målare, grafiker, ritare, fotograf, essayist och professor i konst. Han var från 1985 professor vid Academy of Fine Arts i Warszawa.